# Alessandria
Alessandria je italské město v oblasti Piemont, hlavní město stejnojmenné provincie, 75 km východně od Turína. V roce 2019 zde žilo přes 93 000 obyvatel. Je to důležitý železniční uzel.
Město je pojmenováno po papeži Alexandru III. (od r. 1168). Patronem Alessandrie je svatý Baudolino. Narodil se zde spisovatel Umberto Eco.

## Sousední obce
Bosco Marengo, Castellazzo Bormida, Castelletto Monferrato, Felizzano, Frugarolo, Montecastello, Oviglio, Pecetto di Valenza, Pietra Marazzi, Piovera, Quargnento, Sale, San Salvatore Monferrato, Solero, Tortona, Valenza

## Osobnosti
- Carlo Carretto (1910–1988), katolický spisovatel, člen Malých bratří Ježíšových
- Francesco Faà di Bruno (1825–1888), katolický kněz a matematik
- Umberto Eco (1932–2016), sémiolog, estetik, filosof a spisovatel
- Giovanni Ferrari (1907–1982), fotbalista
- Paolo Milanoli (* 1969), sportovní šermíř, olympionik
- Urbano Rattazzi (1808–1873), italský premiér
- Gianni Rivera (* 1943), politik a fotbalista

## Partnerská města
- Argenteuil, Francie, 1960
- Hradec Králové, Česko, 1961
- Jericho, Palestinská autonomie, 2004
- Karlovac, Chorvatsko, 1963
- Rosario, Argentina, 1988